# 洪佛派
近代中國武術南拳系，洪耀宗於1975年在香港成立「香港洪佛國術體育總會」。融合洪家拳（尊洪熙官為創拳者）及佛拳（結合李家及蔡家拳法?）、與北派醉八仙拳而成。

## 可信歷史
洪耀宗的父親名洪瑋翔(1865-1944)，師事佛山何家村韓粒龍（1870年代）。

### 洪瑋翔
- 洪瑋翔師傅，因滿頭白髮，人稱東方翔，廣東寶安縣松崗洪橋頭村人。六歲喪父，母離他而去，獨自流浪到佛山何家村，由韓粒龍師傅，收留他在武館工作。從此學了一套「十字拳」及一套左手棍「瘋魔棍」。後他還創出一套「四大拐」。
- 1921年，來到香港筲箕灣設館，後遷往灣仔。
- 日軍佔領香港後，遷入元朗屏山，在鄧氏宗祠教授洪佛派拳術。
- 1944年病逝，享壽79歲。

## 內容
- 橋手以標、勾、定、豉、沉、分、金、頂、寸、剛、柔、迫、制、強十四要訣為基礎。

### 洪家拳類
- 包括平拳、伏虎拳、五形拳、十形拳、鐵線拳。

### 佛家散手(李家拳，蔡家拳)
- 佛掌、十字拳、十四肘。
- 仿傚鷹博鬥景像，手法如鵰手，採取突擊，包含有詭化、黏沉、拋、勾、拷、偷、漏、走字訣。
- 佛家拳的特點，便是鵰手，曲腕集五指，用鷹咀爪法。

### 其他拳術套路
- 四仿拳、獨臂拳、醉八仙、四大悲(跛)拳。

### 器械
- 瘋魔左棍、夜行刃、蝴蝶雙刀、梅花槍等。